# Iván Knez
Iván Knez (Buenos Aires, 21 luglio 1974) è un ex calciatore argentino naturalizzato svizzero, di ruolo difensore.

## Palmarès

### Club

#### Competizioni nazionali
- Campionato svizzero: 1

Basilea: 2001-2002
- Coppa Svizzera: 1

Basilea: 2001-2002